# Catione
Un catione è uno ione con carica positiva.

## Descrizione
Questo termine fu introdotto da Faraday in riferimento alle specie chimiche che si dirigono verso il catodo durante l'elettrolisi. Faraday non aveva però un'idea chiara sulla natura di queste particelle. Si dovette aspettare la fine del secolo XIX perché Arrhenius nella sua tesi di dottorato formulasse il concetto in maniera più compiuta. Egli suppose che alcuni composti chimici (che oggi chiamiamo ionici), per esempio il cloruro di sodio, dissolvendosi in acqua si scindano in particelle cariche positivamente (i cationi appunto) e negativamente (gli anioni). Questa ipotesi era in accordo con i dati sperimentali disponibili al tempo (per esempio conduttività e pressione osmotica delle soluzioni e anomalie della legge di Raoult), ma non fu sufficiente per farla accettare immediatamente.
In seguito, con lo sviluppo della teoria atomica si giunse a una comprensione completamente soddisfacente del concetto di catione (e di ione in generale): i cationi sono specie chimiche in cui il numero dei protoni presenti è maggiore di quello degli elettroni. 
Sono dunque cationi il protone isolato {\displaystyle {\ce {H+}}}, le particelle alfa {\displaystyle {\ce {^4He^2+}}}, gli ioni sodio {\displaystyle {\ce {Na+}}}, quelli ammonio {\displaystyle {\ce {NH4^+}}}, ecc.
I cationi liberi si trovano in quantità significative nelle corone stellari, dove la temperatura è sufficientemente elevata per ionizzare gli atomi. I loro spettri di assorbimento e di fluorescenza sono rilevabili dalla Terra e differiscono da quelli dei rispettivi atomi. Questo fatto creò inizialmente confusione, alcuni astronomi ritennero di aver scoperto nuovi elementi, uno di questi fu chiamato coronio. Le discussioni in proposito proseguirono per diversi anni prima di venire a capo della questione.
Si possono produrre cationi in fase gassosa fornendo agli atomi o alle molecole energia superiore alla loro energia di ionizzazione, per esempio sottoponendoli a radiazione elettromagnetica di frequenza sufficientemente elevata, a fasci di elettroni, a un campo elettrico sufficientemente intenso, ecc.
La ionizzazione è il processo su cui si basa la spettroscopia fotoelettronica una tecnica d'indagine della materia molto potente.
Molto più semplice è la produzione di cationi in soluzione. Come aveva già intuito Arrhenius, la dissoluzione di numerosi sali avviene secondo lo schema:
{\displaystyle {\ce {AnBm(s) -> nAm+(aq) + mBn-(aq)}}}
Nel caso per esempio del solfato di sodio in acqua, si ha:
{\displaystyle {\ce {Na2SO4(s) -> 2Na+(aq) + SO4^{2-}(aq)}}}
{\displaystyle {\ce {(aq)}}} e {\displaystyle {\ce {(sol)}}} stanno a indicare che gli ioni in soluzione sono solvatati, ossia sono coordinati dalle molecole del solvente. È questa interazione la forza motrice della dissoluzione. Tipicamente solo quei solventi che hanno una costante dielettrica elevata sono in grado di favorire la dissoluzione di composti ionici. Soddisfano questo requisito l'acqua, il fluoruro di idrogeno, l'acido solforico, la formammide, ecc.

È però possibile promuovere la formazione di cationi in numerosi altri solventi sfruttando interazioni specifiche, per esempio l'effetto macrociclo.

Queste tematiche sono il campo tradizionale di interesse della chimica di coordinazione.